# مرکز ملی پژوهش‌های برنج دیل بامپرز
مرکز ملی پژوهش‌های برنج دیل بامپرز (به انگلیسی: Dale Bumpers National Rice Research Center) یک مرکز علمی فدرال در ایالت آرکنسا در آمریکا است. این مرکز، بزرگ‌ترین مرکز تحقیقاتی در زمینهٔ برنج در ایالات متحده آمریکا است.
بانی این آزمایشگاه سناتور دیل بامپرز بوده‌است، و تأسیسات متعلق به وزارت کشاورزی ایالات متحده آمریکا است.
هدف از تأسیس این آزمایشگاه، نوآوری در زمینهٔ بهینه‌سازی تولید و کیفیت برنج در آمریکا (به کمک اصلاح ژن برنج به منظور مقاومت برنج در برابر بیماریها و غیره) عنوان شده.